# Markus Reitzig
Markus Reitzig (* 1972 in Bielefeld) ist ein deutsch-österreichischer Organisationswissenschaftler und Universitätsprofessor für Strategisches Management an der Universität Wien, an der er seit 2012 als Lehrstuhlinhaber tätig ist. Reitzig ist insbesondere bekannt für seine Forschungen zum strategischen Management von Innovationen, und für seine Studien zum Design neuer Organisationsformen.

## Leben
Reitzig legte 1994 sein Chemie-Vordiplom an der Universität Konstanz ab und studierte von 1994 bis 1998 Chemie und Rechtswissenschaften an der Universität Kiel, an der er 1998 den Abschluss als Diplom-Chemiker erwarb. Während dieser Zeit absolvierte er Auslandsaufenthalte an der Libera Università Internazionale degli Studi Sociali Guido Carli und der UC San Diego. Von 1998 an arbeitete Reitzig als wissenschaftlicher Mitarbeiter für Betriebswirtschaftslehre an der Ludwig-Maximilians-Universität München, an der er 2001 den Abschluss als Master of Business Research erwarb und 2002 zum Doktor der Staatswissenschaften promoviert wurde. Einen Teil seiner Promotionsstudien verbrachte er an der UC Berkeley. Diese wurden gefördert durch Stipendien der Bayer-Studienstiftung und des Deutschen Akademischen Austauschdienstes.
Im Jahre 2002 wurde Reitzig als Assistenzprofessor an die Copenhagen Business School berufen und arbeitete dort bis 2006 im Bereich Strategie und Industrieökonomik, davon seit 2004 als entfristeter assoziierter Professor. Während der Zeit war er in den Jahren 2004 und 2005 auch assoziierter Gastprofessor an der Australian Graduate School of Management und Gastforscher an der Deutschen Bundesbank. Im Jahr 2006 folgte Reitzig einem Angebot der London Business School nach England, an der er bis 2012 als Assistenzprofessor für Strategisches Management tätig war. Im Jahr 2012 schließlich nahm er den Ruf auf den neugeschaffenen Lehrstuhl für Strategisches Management an der Universität Wien an, den er seitdem innehat. 2014 war Reitzig auch Gastprofessor an der INSEAD Business School und unterrichtete auf ihrem Campus in Singapur. 2017 war er Gastprofessor an der Keio University Tokyo.
Seit Beginn seiner wissenschaftlichen Laufbahn wurden Reitzigs Forschungsvorhaben durch die nationalen Forschungsgemeinschaften von Dänemark, Australien und Österreich sowie mehrere weitere private und öffentliche Träger unterstützt.
Markus Reitzig veröffentlichte Artikel in wissenschaftlichen Zeitschriften sowie in Praktikermagazinen. Er ist seit 2013 Mitglied der Herausgebergremien des Strategic Management Journal, seit 2014 der Organization Science und seit 2015 des Journal of Organization Design. Seit 2022 ist er mitwirkender Herausgeber der Zeitschrift Strategy Science, dem Magazin der INFORMS Gruppe im Bereich des strategischen Managements. Im Jahr 2022 erschien von ihm das Buch Get Better at Flatter zum Design und Management flacher Organisationsstrukturen.
Reitzig war  Redner bei den TEDx Veranstaltungen Aiming High in Kufstein im Jahr 2016 und Adventures within Work in Wien im Jahr 2020. Sein Podcast Neues aus der Managementforschung in 220 Sekunden erscheint in Kooperation mit dem deutschen Wirtschaftsmagazin brandeins.
Seit den 2000er Jahren ist Reitzig als unabhängiger Berater für internationale Organisationen in seinem Fachbereich tätig. 2023 und 2024 übte er die Funktion als Experte für Organisationsdesign und wissenschaftlicher Berater für die Firma Mercer Deutschland aus und arbeitete mit deren europäischer Transformationsgruppe auf Kundenprojekten mit.

## Ehrungen und Auszeichnungen (Auswahl)
- 2005 Tietgen Preis[11] der dänischen Gesellschaft für Erziehung und Wissenschaft
- 2021 Bill Nobles Fellowship der Rutgers University (USA) für seine Arbeiten zum Design und zur Führung nicht-traditioneller Organisationen[12]
- 2022 zählte Reitzig zu den 15 erfolgreichsten Betriebswirten unter 50 Jahren gemessen an A/A+ Publikationen im Forschungsmonitoring Lifetime Ranking, welches die Forschungsleistung von mehr als 2100 Betriebswirten in oder aus Deutschland, Österreich und der Schweiz beschreibt;[13] er führte das Ranking für Österreich in der genannten Kategorie an
- 2024 wurde Reitzig in Anerkennung seiner bisherigen und noch zu erwartenden Beiträge für den Wissenschaftsstandort Österreich die (doppelte) österreichische Staatsbürgerschaft im besonderen Interesse der Republik Österreich verliehen.[14]

## Artikel
- Corporate Hierarchy and Vertical Information Flow within the Firm - a Behavioral View, Strategic Management Journal, 36/13 2015, 1979–1999 (with Maciejovsky, B.).[15]
- What's 'New' about New Forms of Organizing? Academy of Management Review, 39/2 2014, 162-180 (with Puranam, P. and Alexy, O.).[16]
- On Sharks, Trolls, and Their Patent Prey – Unrealistic Damage Awards and Firms’ Strategies of ‘Being Infringed’. Research Policy, 36/1 2007, 134‐154 (with Henkel, J. and Heath, C.).[17]
- Managing the Business Risks of ‘Open’ Innovation, McKinsey Quarterly, Winter, 17-21 (with Alexy, O.).[18]
- Smart Idea Selection – Is Your Company Choosing the Best Innovation Ideas? Sloan Management Review, Summer 2011, 47-52.[19]
- Big Picture – Patent Sharks, Harvard Business Review, June 2008, 129-133 (with Henkel, J.).[20]